# Кёрвелс, Эдвард
Эдвард Кёрвелс (нидерл. Edward Hubertus Joannes  Keurvels; 8 марта 1853, Антверпен — 29 января 1916, Экерен, ныне в составе Антверпена) — бельгийский дирижёр и композитор.
Мальчиком пел в хоре антверпенской церкви Святого Георгия. Учился в Антверпенской фламандской музыкальной школе у Петера Бенуа (гармония, композиция, оркестровка, контрапункт), изучал также игру на скрипке, фортепиано и органе.
С 1881 г. дирижёр оркестра в драматическом Королевском голландском театре Антверпена. Получив в дальнейшем разрешение ставить в театре и оперы, начал оперную программу в 1890 году оперой Бенуа «Шарлотта Корде». В 1893—1899 и 1902—1908 гг. дирижёр Антверпенской оперы. С 1896 года руководил оркестром, созданном при Антверпенском зоопарке. В 1898 году, с преобразованием Антверпенской фламандской музыкальной школы в консерваторию, начал преподавать в ней, с 1900 г. исполнял обязанности секретаря консерватории. В 1901 г., после смерти возглавлявшего консерваторию Бенуа, претендовал на пост директора, который в итоге достался другому ученику Бенуа, Яну Блоксу; в ходе многолетней вражды с Блоксом Кёрвелс обвинял его в недостатке патриотизма из-за сотрудничества с французским музыкальным издательством. С 1902 г. музыкальный руководитель Фонда Петера Бенуа, во главе различных хоровых коллективов широко исполнял музыку своего учителя. В собственном творчестве также продолжал традицию Бенуа.
Его ученик по дирижёрскому искусству Флор Альпертс также дирижировал, в основном, произведения П. Бенуа.
Основную часть композиторского наследия Кёрвелса составляют хоры и песни. Сверх того, им написана опера («лирическая драма») в вагнеровском духе «Паризина», ряд небольших камерных сочинений. Кёрвелсу принадлежит перевод на нидерландский язык различных оперных либретто, в том числе вагнеровских; эти переводы подписаны псевдонимом Э. Дуард (нидерл. E. Duward).